# Судбина уметника — Ђура Јакшић
Судбина уметника — Ђура Јакшић је југословенски ТВ филм из 1985. године. Режирао га је Александар Ђорђевић (редитељ) а сценарио је написао Миодраг Ђурђевић.

## Улоге
| Глумац                | Улога                         |
| --------------------- | ----------------------------- |
| Драган Максимовић     | Ђура Јакшић                   |
| Милош Жутић           | Судија                        |
| Михаило Миша Јанкетић | Адвокат 1                     |
| Мирко Буловић         | Адвокат 2                     |
| Душан Голумбовски     | Тужилац 2                     |
| Бранко Ђурић          | Тужилац 2                     |
| Љиљана Стјепановић    | Христина Тина Јакшић, супруга |
| Александар Хрњаковић  | Јованча Цветановић, кмет      |
| Ненад Цигановић       | Ђорђе Поповић Даничар         |
| Тома Јовановић        | Матија Бан, песник            |
| Раде Марковић         | Стеван Тодоровић, сликар      |
| Љуба Тадић            | Владан Ђорђевић               |
| Горан Букилић         | Глумац                        |
| Мира Илић             | Глумица                       |
| Ђорђе Јовановић       | Порота                        |
| Даница Марковић       | Секретарица                   |
| Чедомир Петровић      | Глумац                        |